# Marc Benioff
Marc Russell Benioff, né le 25 septembre 1964 à San Francisco en Californie, est le président-directeur général de la société de cloud computing salesforce.com.

## Biographie

### Enfance
Benioff a été élevé au sein d'une famille juive dans l'agglomération de San Francisco. Il est diplômé de la Burlingame High School de Californie en 1982. Il est le cousin issu de germain du producteur, réalisateur et romancier David Benioff.

### Carrière
Pendant ses études secondaires, Marc Benioff a fondé la société Liberty Software, spécialisé dans les jeux pour Atari entre autres.
Diplômé de l'Université de Californie du Sud en 1986, Benioff a travaillé 13 ans chez Oracle Corporation, où il a été promu vice-président à 26 ans seulement.
En 1999, il a cofondé la société salesforce.com. 
Il est membre du conseil d'administration du Forum économique mondial.

### Politique
Benioff a été nommé par George W. Bush coprésident du comité de conseil sur les technologies de l'information de 2003 à 2005.

### Vie privée
En septembre 2018, Marc Benioff et sa femme Lynne font l'acquisition à titre personnel du Time Magazine, pour un montant de 190 millions de dollars.

## Rémunération
En 2013, et selon les documents de la Securities and Exchange Commission, la rémunération de Marc Benioff a augmenté de 20% (2012) et s'élève donc à 28,2 million de dollars.

## Décorations
- Chevalier de la Légion d'honneur en 2022[7]